# RSA Insurance Group
RSA Insurance Group Limited (RSA) er et britisk multinationalt forsikringsselskab med hovedkvarter i London. De udbyder generelle forsikringsprodukter i Storbritannien, Irland, Skandinavien og Canada. Igennem lokale partnere er de tilstede i over 100 lande. De har 9 mio. kunder. RSA blev etableret ved en fusion mellem Sun Alliance og Royal Insurance i 1996. De har 13.500 ansatte og omsætter for 6,5 mia. britiske pund (2021).
RSA blev opkøbt af danske Tryg og canadiske Intact Financial Corporation 1. juni 2021.